# الجسر الروماني (قرقنة)
الجسر الروماني  هو معلم أثري تونسي مصنف من قبل المعهد الوطني للتراث يقع في ولاية صفاقس في الجنوب الشرقي التونسي، تحديدا في مدينة قرقنة تم تصنيف المعلم في يوم22 مارس 1899.

## مقالات ذات صلة
- قائمة المعالم الأثرية المصنفة في تونس